# Oldboy (film 2013)
Oldboy è un film del 2013 diretto da Spike Lee. 
Il film, con protagonisti Josh Brolin, Sharlto Copley, Elizabeth Olsen e Samuel L. Jackson, è un remake dell'omonimo film di Park Chan-wook del 2003, basato sul manga Old Boy, scritto da Garon Tsuchiya e disegnato da Nobuaki Minegishi.

## Trama
Nel 1993 il dirigente pubblicitario e alcolista Joe Doucett è separato dalla moglie e ha una figlia che sta per compiere 3 anni. Una sera, dopo aver fatto fallire un importante affare, si ubriaca e vaga per le strade della città fino a perdere i sensi. Prima di svenire, vede una donna orientale con un ombrello giallo. Quando si sveglia, si ritrova chiuso in una stanza d'albergo. I suoi rapitori invisibili gli forniscono cibo, alcolici e articoli per l'igiene personale, ma non spiegano perché lo tengono  prigioniero e Joe non ha idea di chi possano essere. L'unico conforto è una televisione, dalla quale apprende ben presto che la sua ex moglie Donna è stata violentata e assassinata e che lui stesso, essendo sparito, è ritenuto il principale sospettato, mentre la loro bambina Mia è stata adottata.
Nel corso dei successivi 20 anni, trascorsi nei pochi metri quadrati di quella camera, Joe smette di bere e si rimette in forma, imparando anche le arti di combattimento grazie ai programmi televisivi e ai film che gli vengono concessi, con l'intento di fuggire e vendicarsi. Comincia a scrivere una lunga serie di lettere indirizzate alla figlia, in cui professa la sua innocenza, l'amore che ha per lei e il rapimento di cui è vittima; spera un giorno di poter uscire dalla prigione e potergliele così recapitare. Joe assiste allo scorrere del tempo grazie ad alcuni rari notiziari che vede in televisione, in cui si susseguono le notizie delle elezioni dei vari presidenti da Clinton a Obama. Un giorno, nell'unico programma di cronaca che può vedere in televisione, viene trasmessa un'intervista a Mia, la quale dice che avrebbe forse perdonato suo padre, creduto morto, se l'avesse mai rivisto. L'uomo inoltre compila un elenco di tutti coloro che potrebbero volerlo imprigionare, deciso a capire cosa gli sia capitato e vendicarsi, una volta libero.
Nel corso degli anni, a mani nude, Joe riesce a ricavare un buco nella parete del bagno sufficientemente grande da potercisi infilare, ma proprio quando sembra pronto a fuggire col suo sacco di lettere, viene drogato e si risveglia in un campo con un cellulare e una discreta somma di denaro. Individua in lontananza la donna con l'ombrello giallo e prova a inseguirla, ma finisce per imbattersi in Marie Sebastian, un'infermiera che assiste indigenti per strada e che, vedendolo spaesato e in difficoltà, si offre di aiutarlo. Joe rifiuta l'aiuto, ma prende il suo biglietto da visita. Subito dopo l'uomo va dal suo amico Chucky e gli spiega cosa è successo. Mentre è lì, Joe riceve una chiamata anonima sul cellulare che gli è stato messo in tasca: l'uomo che chiama - evidentemente il suo rapitore - si prende gioco di Joe.
Joe con l'aiuto di Chucky comincia a cercare informazioni sugli uomini della sua lista per provare a capire se uno di loro sia lo Sconosciuto con cui ha parlato al telefono. Dopo aver passato l'intera notte al computer, Joe crolla per disidratazione e Chucky, trovato il biglietto da visita in mano, chiama Marie per aiutarlo. Marie fa una flebo a un Joe privo di sensi e, nell'attesa che si riprenda, comincia a leggere le lettere rivolte a Mia, dalle quali apprende la storia dell'uomo. Credendo a tutto ciò che ha letto e sentendosi emotivamente coinvolta dalla sua storia drammatica, Marie si offre di aiutarlo ulteriormente nella ricerca della figlia e dell'uomo che lo ha tenuto sequestrato per 20 anni.
Insieme, Joe e Marie cercano di identificare quale sia il ristorante cinese da cui proveniva il cibo che Joe ha mangiato tutti i giorni nella prigione. Dopo numerosi tentativi Joe riconosce il sapore del cibo, quindi decide di rimanere nel locale in attesa, finché viene richiesta una consegna abbondante e abituale, che pertanto ritiene sospetta, e decide di seguire il fattorino. Il cibo viene infatti consegnato in un magazzino che ben presto si scopre essere proprio lo stesso dove è stato imprigionato. Armato di martello, Joe riesce a eliminare tutti gli uomini di guardia e arrivare fino a Chaney, il proprietario del magazzino. Joe tortura Chaney scorticandogli il collo e minacciando di staccargli la testa, quindi Chaney confessa di non conoscere chi ha richiesto la prigionia e di essere solo uno che tiene sequestrate le persone su richiesta dei committenti che lo pagano molto bene per il lavoro.
Al suo ritorno al bar di Chucky, Joe trova lì lo Sconosciuto e la donna con l'ombrello giallo, la sua guardia del corpo Haeng-bok. Lo Sconosciuto rivela a Joe di essere stato lui a violentare e uccidere la sua ex moglie, ma sorprendentemente gli offre la sua confessione firmata e quindi in un video la prova dell'innocenza di Joe nell'omicidio di Donna, una valigetta con 20 milioni di dollari in diamanti e addirittura si suiciderà, se Joe riuscirà a determinare la sua identità in 46 ore e il motivo del suo rapimento. In caso di fallimento o di rifiuto di partecipare, sarà lui a essere ucciso. Per convincerlo gli rivela poi di aver rapito la figlia Mia e annuncia che la stessa sorte toccherà anche a lei.
Joe è costretto ad accettare e lo Sconosciuto rivela tramite una videochiamata a Chaney, che lui e i suoi uomini sono a casa di Marie e la stanno seviziando. Joe si precipita per salvarla e viene catturato da Chaney. Proprio mentre Chaney sta per torturarlo selvaggiamente per restituire le torture che ha ricevuto al magazzino, lo Sconosciuto lo chiama e gli offre una cospicua somma di denaro per il rilascio di Joe. A questo punto Chaney lo lascia andare insieme a Marie.
Marie riconosce la suoneria dello Sconosciuto come il tema musicale della Evergreen Academy, di cui Joe è stato studente. La scuola è ormai chiusa da anni ma, introducendosi in casa di una ex insegnante di Joe, guardano negli annuari e Joe riconosce il volto dello Sconosciuto in uno studente, Adrian Doyle Pryce. Con uno sforzo di memoria, riesce a ricordare di aver bullizzato e diffamato sua sorella Amanda dopo averla vista avere rapporti sessuali nei giardini della scuola con un uomo maturo. Joe aveva lasciato la scuola e non aveva mai scoperto che quell'uomo era Arthur, il padre di Amanda e Adrian, ma tuttavia lo scandalo nella scuola si era propagato l'anno seguente, portando alla rivelazione che Arthur fosse uso all'incesto e abusasse sessualmente di entrambi. Di conseguenza, nel 1985 Arthur aveva trasferito tutta la famiglia in Lussemburgo, ma in seguito per cancellare il disonore, aveva ucciso la moglie e Amanda, ferito gravemente Adrian e, pensando di aver sterminato tutta la famiglia, si era suicidato. Adrian, convinto che l'abuso del padre fosse un'espressione d'amore, incolpa Joe delle sue disgrazie.
Chucky, avendo a sua volta scoperto che lo Sconosciuto è il miliardario Adrian Pryce, lascia un messaggio nella segreteria telefonica di Joe in cui insulta Amanda chiamandola "troietta", indicandola come causa della vendetta. Adrian, che ascolta il messaggio da un cellulare clonato, lo uccide prima che Joe possa ricevere l'informazione e manda a Joe la lingua di Chucky in un pacco. Joe nasconde Marie in un hotel per la sua sicurezza e in un impeto di passione, finiscono per fare sesso, ignari che Adrian li sta guardando attraverso telecamere nascoste nell'hotel.
Joe va all'attico di Adrian, taglia la gola ad Haeng-bok e affronta Adrian. Adrian si congratula con lui, dandogli i diamanti come promesso e scortandolo al piano di sotto dove si trova Mia. Adrian quindi chiede a Joe di pensare al motivo per cui lo ha lasciato vivere e gli mostra che l'intervista con Mia (vista durante la prigionia) è stata una messa in scena; al piano di sotto infatti è allestito uno studio televisivo finto, in cui per 20 anni sono stati girati finti servizi sulla sua storia. La stessa Mia che vedeva crescere in tv era in realtà un'attrice pagata. Adrian rivela a Joe che la sua vera figlia è Marie (mostrandogli filmati fatti di  nascosto a Mia mentre cresceva e diventava la donna che è ora) e che ha progettato questa lunga e sadica vendetta perché lo ritiene responsabile di ciò che gli è successo; la messa in scena è servita per proiettare su Joe la sua frustrazione per aver perso tutti gli affetti più cari. Dopo queste rivelazioni, Adrian mantiene la sua promessa e si suicida.
Inorridito per aver commesso incesto e per essersi innamorato della figlia, Joe scrive una lettera di addio a Marie in cui le dice che non potranno più vedersi e le lascia la maggior parte dei diamanti per farsi una nuova vita con la persona giusta, chiedendole di dimenticarlo. Quindi usa poi il resto dei gioielli per pagare Chaney affinché lo imprigioni definitivamente nella camera d'albergo in cui ha passato tanti anni per espiare la sua orrenda pena, bruciando le lettere che aveva scritto per Mia prima di incontrarla.

## Produzione
Le prime notizie su un remake statunitense di Oldboy iniziarono ad arrivare nell'agosto del 2004, quando venne fatto il nome di Justin Lin come regista del film. Nel settembre del 2007, però, il regista dichiarò ufficialmente che non si sarebbe occupato della regia del film, perché secondo lui era un film difficile da rifare, e, in quanto giovane regista, non si sentiva la persona giusta per questo progetto.
La produzione del film iniziò ufficialmente nel novembre del 2008, quando la DreamWorks e gli Universal Studios acquistarono i diritti per realizzare il remake, con Will Smith interessato a interpretare il ruolo del protagonista e Steven Spielberg a dirigere il film. Successivamente Will Smith dichiarò che Spielberg non era intenzionato a fare un remake del film diretto da Park Chan-wook, ma che avrebbe invece realizzato un nuovo film basato sul manga originale.
Nel giugno del 2009 Futabasha, l'editore giapponese del manga, iniziò una causa contro i produttori del film coreano in quanto avevano venduto i diritti cinematografici del fumetto a Spielberg senza il loro permesso. A causa di questi problemi il 10 novembre dello stesso anno la DreamWorks, Steven Spielberg e Will Smith abbandonarono il film e il progetto venne quindi accantonato.
Il progetto venne ripreso in mano dalla Mandate Pictures nel luglio del 2011, quando venne annunciato che Spike Lee si sarebbe occupato della regia del film, su una sceneggiatura scritta da Mark Protosevich.

### Cast
Il primo attore ad aggiungersi al cast del film fu Josh Brolin che il 29 agosto 2011 venne scelto per interpretare il ruolo del protagonista Joe Doucett. Successivamente, il 29 febbraio 2012 l'attrice Elizabeth Olsen venne scelta per interpretare il ruolo di Marie e nei mesi successivi vennero aggiunti al cast anche Sharlto Copley, Samuel L. Jackson e Nate Parker, rispettivamente nei ruoli del villain Adrian Pryce, di Chaney e del dottor Tom Melby. Dopo l'abbandono di Nate Parker a causa di altri impegni, il 16 ottobre 2012 l'attore James Ransone entrò a far parte del cast nel ruolo del dottor Tom Melby.

## Distribuzione
Il primo Red Band Trailer del film è stato distribuito da FilmDistrict il 10 luglio 2013.
Il film doveva essere inizialmente proiettato nei cinema statunitensi a partire dall'11 ottobre 2013, ma dopo un iniziale spostamento al 25 ottobre, la data di uscita venne infine fissata al 27 novembre dello stesso anno. In Italia è stato distribuito a partire dal 5 dicembre.

## Accoglienza

### Incassi
Il film si è rivelato un flop dato che ha incassato a livello mondiale solo 5.2 milioni di dollari contro una spesa di 30 milioni.